# Sericulus
Sericulus és un gènere d'ocells de la família dels ptilonorínquids (Ptilonorhynchidae). Aqgrupa quatre espècies que habiten a Nova Guinea i l'est d'Austràlia.

## Taxonomia
Segons la Classificació del Congrés Ornitològic Internacional (versió 15.1, 2025) aquest gènere està format per 4 espècies:
- Sericulus aureus - jardiner auri.
- Sericulus ardens - jardiner flamíger.
- Sericulus bakeri - jardiner dels Adelbert.
- Sericulus chrysocephalus - jardiner regent.